# 北広島市立双葉小学校
北広島市立双葉小学校（きたひろしましりつ ふたばしょうがっこう）は、北海道北広島市若葉町に所在する公立小学校。

## 沿革
若葉小学校と広葉小学校の児童数が1980年から1981年のピークから、年々と学区内の児童が減少傾向にあり、2校を統合する案が浮上した。統合するための準備が着々と進み、2012年4月に若葉小学校と広葉小学校を統合し「北広島市立双葉小学校」（児童384名、15学級）が開校した。
年表
- 2005年（平成17年）- 小学校の通学区域審議会に諮問、学区内住民に説明会実施[2]。
- 2006年（平成18年）- 通学区域審議会から適正配置に関しての答申[2]。
- 2007年（平成19年）- 適正配置に関する基本方針決定[2]。
- 2008年（平成20年）- 北広島団地内小学校の統合を決定[2]。
- 2009年（平成21年）- 広葉小学校・若葉小学校統合準備会を設置[2]。
- 2010年（平成22年）- 教育委員会会議で校名決定[4]。
- 2011年（平成23年）- 若葉小学校の校舎大規模改修工事[注 2][5]。
- 2012年（平成24年）- 北広島市立双葉小学校が開校、校歌制定、中庭に水田設置[3]。
- 2018年（平成30年）- 特別支援学級（3学級）を設置[3]。
- 2021年（令和3年）- 特別支援学級（1学級）を設置[3]。

## 教育目標
- 自分から みんなで 学び 思いやり きたえる[6]

## 通学区域
通学区域は以下の通り。
- 若葉町
- 青葉町
- 白樺町
- 南町
- 広葉町
- 栄町
- 輝美町
- 北進町

## 進学先中学校
- 北広島市立広葉中学校

## 交通アクセス
鉄道
- JR千歳線北広島駅西口より、徒歩19分。

バス
- 北海道中央バス
  - さんぽまち・東部線「若葉町1丁目」停留所下車、徒歩5分[8]。
  - 広島線「若葉町1丁目」停留所下車、徒歩5分[8]。